# Schalkenmehrener Maar

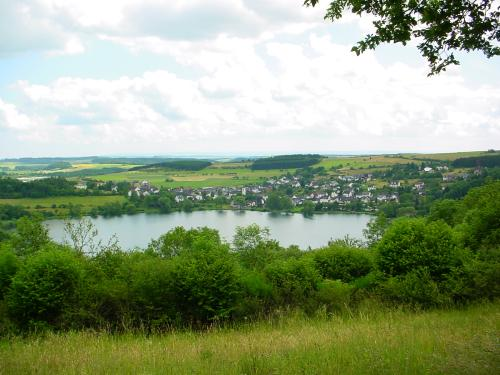
Schalkenmehrener Maar bei Daun

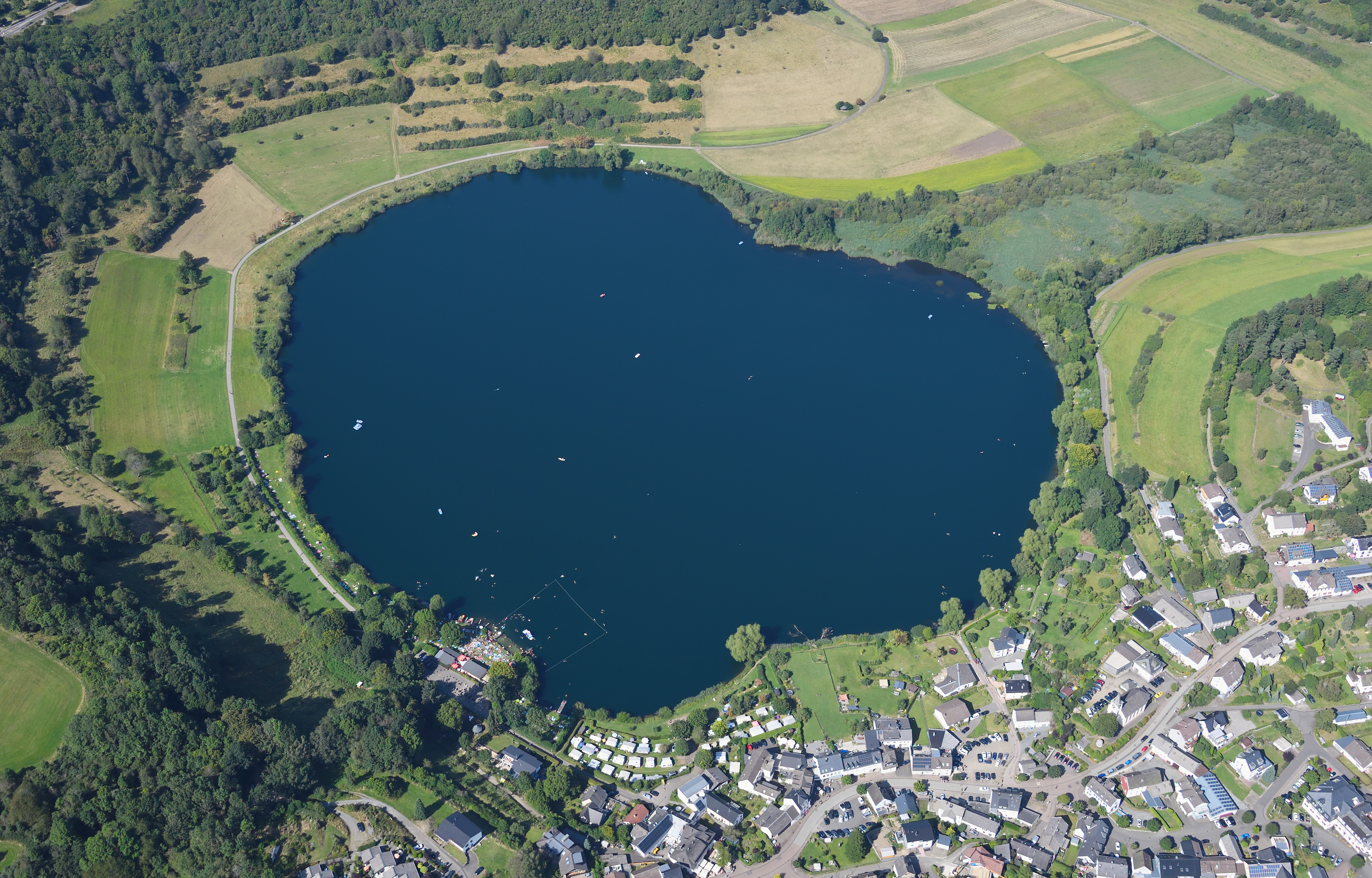
Schalkenmehrener Maar, Luftaufnahme (2024)

Das Schalkenmehrener Maar ist ein Maar rund drei Kilometer südöstlich der Stadt Daun in der Eifel. Unmittelbar angrenzend liegt die Ortschaft Schalkenmehren.

## Geographie
Es gehört zu den sogenannten Dauner Maaren (bzw. zur Dauner (Maar)-Gruppe), auch wenn alle drei Maare auf der Gemarkung Schalkenmehren liegen, und ist ein Doppelmaar, bestehend aus dem westlichen Maarsee und dem östlichen Trockenmaar. Beide entstanden vor rund 10.500 Jahren nach einer vulkanischen Dampfexplosion. Der See im westlichen Teil des Maars schwankt im Durchmesser zwischen 500 und 575 m und ist bis zu 21 m tief. Bei einer Fläche von ca. 21,6 ha besitzt er einen Umfang von etwa 1.775 m. Die Höhe des Maares beträgt 420,8 m ü. NHN (mittlerer Wasserspiegel). Es füllt den jüngeren der beiden Maarkessel. Der östliche Teil des Maars wird von einem Hochmoor eingenommen. Das Maar ist aufgrund seiner Schichtung ein meromiktisches Gewässer.

## Flora
Botanisch lassen sich grundsätzlich drei unterschiedliche Zonen ausmachen: Der unmittelbare Uferbereich, das Flach- oder Niedermoor im östlichen Teil und die Hänge des Maarkessels. Im Uferbereich finden sich nebst dem Schilfrohr u. a. die Sumpf-Schwertlilie, die Weiße Seerose, Gilb- und Blutweiderich und die Gewöhnliche Teichbinse. An den Hängen des Maarkessels herrscht eine Mischung aus Trockenrasen- und Waldrand-Vegetation vor. Neben Sand-Thymian und Oregano kommen hier die Kriechende Hauhechel, Hasen- und Feld-Klee, die Wilde Platterbse, die Moschus-Malve, die Knäuel-Glockenblume, der Gelbe Hohlzahn, das Orangerote Habichtskraut, Wiesen- und Skabiosen-Flockenblume, die Tauben-Skabiose, der Waldmeister sowie erhebliche Bestände vom Schmalblättrigen Weidenröschen vor. An Neophyten sind u. a. die Vielblättrige Lupine und die Großblumige Leimsaat zu beobachten.